# Elfriede Rückert
Elfriede Rückert, bürgerlicher Name: Elfriede Felmy (* 6. Januar 1918 in Gehren; † 24. Oktober 2016 in Nebel auf Amrum), war eine deutsche Schauspielerin und Hörspielsprecherin.

## Leben
Elfriede Rückert begann ihre Karriere in den 1950er Jahren zunächst auf Theaterbühnen. 1955 wurde das Theaterstück Penthesilea von Heinrich von Kleist vom WDR als Radiofassung aufgezeichnet. Rückert spielte an der Seite von Maria Becker (Penthesilea) die Rolle der Prothoe, Will Quadflieg den Archilles.
Vor ihrer Zeit als Filmschauspielerin war Rückert 1958 in dem Dokumentarfilm Menschen im Werk an der Seite von Kurt Lieck, Paul Bürcks und Alf Marholm zu sehen. 1960 spielte sie dann als Frau Schröder in Mit 17 weint man nicht erstmals in einem Film. Im selben Jahr trat sie auch in den Fernsehproduktionen Der Hauptmann von Köpenick und Das Land der Verheißung auf. Es folgten weitere Fernsehproduktionen wie Ich fahre Patschold (1964), Die Rückkehr (1969), Der Todestanz und Die Ratten (beide 1970). Ihren letzten Fernsehauftritt hatte Rückert 1988 in Das Winterhaus.
Rückert arbeitete nebenher weiter für das Theater und war auch als Sprecherin im Radio tätig. An der Seite von Günter Neutze und Matthias Ponnier nahm sie 1968 die Hörspiele Der Umzug und Eine Gartenparty nach Motiven von Brendan Behan, übersetzt von Annemarie und Heinrich Böll, auf. 1997 rezitierte sie bei den Halleschen Bach-Tagen die Kindertotenlieder.
Elfriede Rückert war in erster Ehe mit dem Schauspieler Carlos Werner verheiratet, aus dieser Ehe gingen zwei gemeinsame Söhne hervor, darunter Manuel Werner. Aus einer Liaison mit dem Schauspieler Hanns Lothar hatte sie den 1952 geborenen Sohn Marcel, den Werner adoptierte. Marcel Werner war ebenfalls Schauspieler. Im Juni 1986 nahm dieser sich in Hannover das Leben.
Nach ihrer Scheidung von Werner heiratete Rückert im Dezember 1960 den dreizehn Jahre jüngeren Schauspieler Hansjörg Felmy. Die Ehe blieb kinderlos und wurde später geschieden. Das Paar lebte erst in Bergisch Gladbach und später viele Jahre auf der Nordseeinsel Amrum, wo Rückert bis zu ihrem Tod lebte.
Friedrich Rückert war ein Vorfahre von Elfriede Rückert.

## Filmografie (Auswahl)
- 1960: Mit 17 weint man nicht
- 1960: Das Land der Verheißung
- 1960: Der Hauptmann von Köpenick
- 1964: Nebelmörder
- 1964: Ich fahre Patschold
- 1969: Die Rückkehr
- 1970: Der Todestanz
- 1970: Die Ratten
- 1988: Das Winterhaus

## Hörspiele (Auswahl)
- 1956 – Ein Abend ohne Gäste oder Madame Françoise (mit Ida Ehre und Hans Hinrich)
- 1968 – Doktor Dox (mit Michael Degen, Walter Richter und Kurt Lieck; nach Jules Verne)
- 1968 – Der Umzug und Eine Gartenparty (mit Günter Neutze; nach Brendan Behan)